# Jan Peters (voetballer, 1954)
Johannes Wilhelmus (Jan) Peters (Groesbeek, 18 augustus 1954) is een voormalige Nederlandse profvoetballer. Hij stond bekend onder de bijnaam Jantje Breed, omdat hij de bal vaak breed zou leggen. Peters kwam in het betaald voetbal uit voor N.E.C., AZ'67, Genoa CFC, Atalanta Bergamo en opnieuw N.E.C.

## Loopbaan

### Clubcarrière
Jan Peters begon zijn carrière bij Germania en speelde vervolgens vanaf 1971 voor het eerste elftal van het Nijmeegse N.E.C., waar trainer Wiel Coerver met hem en met Frans Thijssen aan het kappen en draaien sloeg. In de zomer van 1974 stond de toen amper 20-jarige Jan Peters in de belangstelling van Ajax, waar Hans Kraay sr. net trainer/manager was geworden, maar de transfer vond geen doorgang. In juli 1977 volgde een transfer naar het Alkmaarse AZ'67, waar Kraay een jaar eerder trainer was geworden en inmiddels manager was. 
Bij AZ speelde Peters onder meer samen met centrumverdediger Ronald Spelbos, de middenvelders Peter Arntz en Kristen Nygaard, en de aanvallers Kurt Welzl, Kees Kist en Pier Tol. In seizoen 1980/81 haalde Peters met AZ'67 het landskampioenschap, de KNVB Beker, en de finale van het Europa Cup III-toernooi (UEFA Cup-toernooi). Na vijf topseizoenen, waarin AZ steeds bij de eerste vier clubs in de eredivisie eindigde en waarin AZ driemaal de KNVB Beker won, vertrok hij in de zomer van 1982 naar Genoa CFC. In Italië speelde hij ook nog voor Atalanta Bergamo, om vervolgens terug te keren bij N.E.C. en zijn carrière af te sluiten in het amateurvoetbal bij De Treffers. Daar werd hij later ook trainer en technisch manager.

### Interlandcarrière
Peters speelde 31 interlands waarin hij vier keer het doel trof. Hij werd vooral bekend in Nederland doordat hij op 9 februari 1977 in een vriendschappelijke wedstrijd tegen het Engelse elftal op Wembley twee keer scoorde voor Oranje (0-2).
In mei 1979 deed zich een uniek feit voor tijdens de jubileumwedstrijd van de FIFA, die Oranje speelde tegen Argentinië. Peters speelde zijn twintigste interland, en na 57 minuten werd Kees Kist gewisseld voor een andere Jan Peters, van Feyenoord. De wedstrijd op neutraal terrein in Bern, Zwitserland, eindigde na 90 minuten in 0-0 waarna strafschoppen de beslissing moesten brengen. Mede omdat beide Jannen Peters misten, werd Argentinië de winnaar.
Peters was aanvoerder van het Nederlands elftal tijdens de Mundialito (december 1980 – januari 1981). Hij scoorde in de 1-1 tegen Italië ook het enige Nederlandse doelpunt op het toernooi waar Nederland in de poulefase werd uitgeschakeld.

## Erelijst

### Speler

#### Nederlands elftal
Europees kampioenschap voetbal
1976 

#### AZ '67
Eredivisie
1980/81
runner-up 1979/80
KNVB Beker
1978, 1981, 1982
UEFA Cup
Finalist 1980/81

#### N.E.C.
Eerste divisie
1974/75
KNVB Beker
Finalist 1973

#### De Treffers
Algemeen amateurkampioen
1990/91
Landskampioen zondagamateurs
1990/91
Zondag Hoofdklasse B
1989/90, 1990/91

### Trainer

#### De Treffers
Algemeen amateurkampioen
1997/98
Landskampioen zondagamateurs
1997/98
Zondag Hoofdklasse C
1997/98, 2004/05

## Privé
Jan Peters is de vader van Marc Peters, die in het betaald voetbal enkele seizoenen voor TOP Oss uitkwam.

## Podcast
Omroep Berg en Dal heeft een podcast gemaakt over Jan Peters. In zes afleveringen vertelt Jan openhartig over zijn leven als voetballer èn over zijn leven buiten het voetbal. Verder vertellen anderen over hun ervaringen met, hun kijk op, en hun mening over Jan.